# ウォリック郡 (インディアナ州)

インディアナ州内の位置

ウォリック郡（Warrick County）は、アメリカ合衆国インディアナ州に位置する郡である。人口は67,139人（2025年推計）。郡庁所在地はブーンビルである。

## 歴史
ウォリック郡は1813年に設立された。この郡は1811年のテカムセの戦争で戦死したw:Jacob Warrick大尉の名を取って命名された。

## 地理
アメリカ合衆国統計局によると、この郡は総面積1,012 km2 (391 mi2) である。このうち995 km2 (384 mi2) が陸地で18 km2 (7 mi2) が水地域である。総面積の1.74%が水地域となっている。

### 隣接する郡
- パイク郡  (北)
- デュボイス郡  (北東)
- スペンサー郡  (東)
- デイビース郡  (南東)
- ケンタッキー州ヘンダーソン郡  (南)
- バンダーバーグ郡 (西)
- ギブソン郡 (北西)

## 人口動勢
2000年国勢調査で、この郡は人口52,383人、19,438世帯、及び15,181家族が暮らしている。人口密度は53/km2 (136/mi2) である。21/km2 (54/mi2) の平均的な密度に20,546軒の住居が建っている。この郡の人種的構成は白人97.46%、アフリカン・アメリカン1.00%、先住民0.15%、アジア0.63%、太平洋諸島系0.05%、その他の人種0.16%、及び混血0.55%である。人口の0.65%がヒスパニックまたはラテン系である。
この郡内の住民は26.90%が18歳未満の未成年、18歳以上24歳以下が7.20%、25歳以上44歳以下が29.70%、45歳以上64歳以下が25.50%、及び65歳以上が10.80%にわたっている。中央値年齢は37歳である。女性100人ごとに対して男性は96.60人である。18歳以上の女性100人ごとに対して男性は93.60人である。
この郡の世帯ごとの平均的な収入は48,814米ドルであり、家族ごとの平均的な収入は55,497米ドルである。男性は40,491米ドルに対して女性は24,334米ドルの平均的な収入がある。この郡の一人当たりの収入 (per capita income) は21,893米ドルである。人口の5.30%及び家族の3.50%は貧困線以下である。全人口のうち18歳未満の7.30%及び65歳以上の6.10%は貧困線以下の生活を送っている。

## 都市及び町
- ブーンビル (Boonville)
- チャンドラー (Chandler)
- エルバーフレッド (Elberfeld)
- リンビル (Lynnville)
- ニューバーグ (Newburgh)
- テニソン (Tennyson)